# Командные рекорды НХЛ
Командные рекорды НХЛ — список рекордов и антирекордов команд Национальной хоккейной лиги в регулярных сезонах.

## Сезонные рекорды
- Наибольшее количество очков: 135 — «Бостон Брюинз» (2022/23)
- Наименьшее количество очков: 21 — «Вашингтон Кэпиталз» (1974/75)

- Наибольший % набранных очков: 82,5% — «Монреаль Канадиенс» (1976/77)
- Наименьший % набранных очков: 13,1% — «Вашингтон Кэпиталз» (1974/75)

- Наибольшее количество побед: 65 — «Бостон Брюинз» (2022/23)
- Наименьшее количество побед: 8 — «Вашингтон Кэпиталз» (1974/75)

- Наибольшее количество ничьих: 24 — «Филадельфия Флайерз» (1969/70)
- Наименьшее количество ничьих: 2 — «Сан-Хосе Шаркс» (1992/93)

- Наибольшее количество поражений: 71 — «Сан-Хосе Шаркс» (1992/93)
- Наименьшее количество поражений: 8 — «Монреаль Канадиенс» (1976/77)

- Наибольшее количество забитых голов: 446 — «Эдмонтон Ойлерз» (1983/84)
- Наименьшее количество забитых голов: 133 — «Чикаго Блэкхокс» (1953/54)

- Наибольшее количество забитых голов в среднем за матч: 5,58 — «Эдмонтон Ойлерз» (1983/84)
- Наименьшее количество забитых голов в среднем за матч: 1,83 — «Баффало Сейбрз» (2013/14)

- Наибольшее количество пропущенных голов: 446 — «Вашингтон Кэпиталз» (1974/75)
- Наименьшее количество пропущенных голов: 131 — «Торонто Мейпл Лифс» (1953/54) и Монреаль Канадиенс (1955/56)

- Наибольшее количество пропущенных голов в среднем за матч: 5,58 — «Вашингтон Кэпиталз» (1974/75)
- Наименьшее количество пропущенных голов в среднем за матч: 1,87 — «Торонто Мейпл Лифс» (1953/54) и «Монреаль Канадиенс» (1955/56)

- Лучшая разница голов: +216 — «Монреаль Канадиенс» (1976/77)
- Худшая разница голов: −265 — «Вашингтон Кэпиталз» (1974/75)

- Лучшая реализация игры в большинстве: 31,88 % — «Монреаль Канадиенс» (1977/78)
- Худшая реализация игры в большинстве: 9,35 % — «Тампа Бэй Лайтнинг» (1997/98)

- Лучшая игра в меньшинстве: 89,58 % — «Нью-Джерси Девилз» (2011/12)
- Худшая игра в меньшинстве: 68,24 % — «Лос-Анджелес Кингз» (1982/83)

- Лучшая «домашняя» команда: 36-2-2 — «Филадельфия Флайерз» (1975/76)
- Худшая «домашняя» команда: 1-41-0 — «Оттава Сенаторз» (1992/93)

- Наибольшее количество побед по буллитам: 22 в 44 играх (50.0 %), — «Монреаль Канадиенс» (1928/29)
- Наибольшее количество поражений по буллитам: 16 в 82 играх (19,5 %), — «Коламбус Блю Джекетс» (2006/07)

Примечание: продолжительность вышеупомянутых сезонов изменяется от 70 до 84 игр. Матч мог закончиться вничью только до сезона 2004/05. В 1983 году НХЛ ввела пятиминутный овертайм, и ничья могла быть зафиксирована только после 65 минут игры. Начиная с 1999 года овертайм команды стали играть в формате четыре на четыре. В 2005 году лига убрала ничьи, это означало, что любая перешедшая в овертайм игра будет игрой за три очка (2 получает победитель, 1 — проигравший). Эти изменения в присуждении очков немного усложнили сравнения показателей в разных сезонах.

## Серии
Победная серия
- Всего: 17 игр — «Питтсбург Пингвинз» (1992/93)
- Дома: 23 игры — «Детройт Ред Уингз» (2011/12)
- На выезде: 12 игр — «Детройт Ред Уингз» (2005/06)

Победная серия на старте сезона
- Всего: 10 игр — «Торонто Мейпл Лифс» (1993/94) и «Баффало Сейбрз» (2006/07)
- Дома: 11 игр — «Чикаго Блэкхокс» (1963/64)
- На выезде: 10 игр — «Баффало Сейбрз» (2006/07)

Победная серия в конце сезона
- Всего: 11 игр — «Нью-Джерси Девилз» (2005/06)

Серия без поражений
- Всего: 35 игр — «Филадельфия Флайерз» (1979/80) — 25 побед, 10 ничьих
- Дома: 34 игры — «Монреаль Канадиенс» (1976/77)
- На выезде: 23 игры — «Монреаль Канадиенс» (1974/75)

Очковая серия на старте сезона
- Всего: 24 игры — «Чикаго Блэкхокс» (2012/13) — 21 побед, 3 поражения в овертайме

Очковая серия в конце сезона
- Всего: 18 игр — «Питтсбург Пингвинз» (1992/93) — 17 побед, 1 ничья

Серия поражений
- Всего: 18 игр — «Баффало Сейбрз» (2020/21)
- Дома: 14 игр — «Питтсбург Пингвинз» (2003/04)
- На выезде: 38 игр — «Оттава Сенаторз» (1992/93)

Безвыигрышная серия
- Всего: 30 игр — «Виннипег Джетс» (1980/81) — 23 поражений, 7 ничьих
- Дома: 17 игр — «Оттава Сенаторз» (1995/96) и «Атланта Трэшерз» (1999/00)
- На выезде: 38 игр — «Оттава Сенаторз» (1992/93)

## Разное
- Наибольшее количество штрафных минут за сезон: 2713 — «Баффало Сейбрз» (1991/92)
- Наибольшее общее количество штрафных минут в игре: 419 (67 удалений) — «Оттава Сенаторз» — «Филадельфия Флайерз» (05.03.2004)
- Наибольшее общее количество голов в игре: 21 — «Торонто Сент-Патрикс» — «Монреаль Канадиенс» (10.01.1920, «Монреаль» выиграл 14:7);[1] «Эдмонтон Ойлерз» — «Чикаго Блэкхокс» (11.12.1985, «Эдмонтон» выиграл 12:9)
- Самая большая разница шайб в игре: «Детройт Ред Уингз» — «Нью-Йорк Рейнджерс» 15:0 (23.01.1944)
- Наибольшее количество шайб в меньшинстве за сезон: 36 — «Эдмонтон Ойлерз» (1983/84)
- Наибольшее количество шайб в меньшинстве в одном штрафе: 3 — «Бостон Брюинз» (2009/10)
- Наибольшее количество Кубков Стэнли: 23 — «Монреаль Канадиенс» («Монреаль» выиграл чемпионат 24 раза, но их первая победа в 1916 году была одержана до образования НХЛ)
- Наибольшее количество побед в Кубке Стэнли подряд: 5 — «Монреаль Канадиенс» (1956—1960)
- Наибольшее количество выступлений в финале Кубка Стэнли подряд: 10 — «Монреаль Канадиенс» (1951—1960)
- Наибольшее количество попаданий в серию плей-офф подряд: 29 лет — «Бостон Брюинз» (1968—1996)
- Наибольшее количество непопаданий в серию плей-офф подряд: 13 лет — «Баффало Сейбрз» (2012—н.в.)
- Наибольшее количество набранных очков, не позволивших команде попасть в плей-офф: 96 — «Монреаль Канадиенс» (2018/19)
- Наибольшее количество побед в плей-офф подряд: 19 — «Нью-Йорк Айлендерс» (1979/80-1983/84), включает четыре победы в финале Кубка Стэнли и пять сезонов плей-офф. Это рекорд для всех североамериканских профессиональных спортивных команд
- Наибольшее количество «возвращений» в плей-офф со счёта 1:3 в серии: 3 — «Ванкувер Кэнакс»
- Наибольшее количество «возвращений» в плей-офф со счёта 1:3 в серии в одном сезоне: 2 — «Миннесота Уайлд» (2002/03)
- Команды сумевшие «вернуться» в плей-офф со счёта 0:3 в серии: «Торонто Мейпл Лифс» (в 1942 г. против «Детройт Ред Уингз»), «Нью-Йорк Айлендерс» (в 1975 г. против «Питтсбург Пингвинз»), «Филадельфия Флайерз» (в 2010 г. против «Бостон Брюинз»), «Лос-Анджелес Кингз» (в 2014 г. против «Сан-Хосе Шаркс»).
- Наибольшее количество игр в плей-офф подряд без голов в большинстве: 9 — «Бостон Брюинз» (2010/11)
- Наибольшее количество неиспользованных удалений соперников в плей-офф подряд: 30 — «Бостон Брюинз» (2010/11)
- Наибольшее количество «убитого» большинства: 53 — «Вашингтон Кэпиталз» (1999/00)